# Francisco Avellaneda
Francisco Avellaneda (espanhol: Francesco de Abillaneda) (falecido em 3 de Outubro de 1591) foi um prelado católico romano que serviu como arcebispo de Acerenza e Matera (1591).

## Biografia
Francisco Avellaneda nasceu na Espanha. No dia 30 de Janeiro de 1591, Francisco Avellaneda foi nomeado durante o papado de Gregório XIV como Arcebispo de Acerenza e Matera, onde serviu como bispo até à sua morte a 3 de Outubro de 1591.